# Yoshiyuki Matsuyama
Yoshiyuki Matsuyama, född 31 juli 1966 i Kyoto prefektur, Japan, är en japansk tidigare fotbollsspelare.